# Lawrence Ati-Zigi
Lawrence Ati-Zigi, född 29 november 1996 i Tamale, är en ghanansk fotbollsmålvakt som spelar för St. Gallen och Ghanas landslag.

## Landslagskarriär
Ati-Zigi debuterade för Ghanas landslag den 7 juni 2018 i en 2–2-match mot Island. I november 2022 blev Ati-Zigi uttagen i Ghanas trupp till VM 2022.

## Meriter
Red Bull Salzburg
- Vinnare av Österreichische Fußball-Bundesliga: 2015/2016